# CUPS
CUPS (voorheen een acroniem voor Common UNIX Printing System) is een modulair afdruksysteem voor Unix-achtige computerbesturingssystemen waarmee een apparaat als printserver kan fungeren. Een apparaat met CUPS is een host die afdruktaken van clientcomputers kan accepteren, deze kan verwerken en naar de juiste printer kan sturen. CUPS bestaat uit een print spooler en scheduler, een filtersysteem dat de print data converteert naar een formaat dat de printer begrijpt, en een backend systeem dat deze data naar het print apparaat stuurt. CUPS gebruikt het Internet Printing Protocol (IPP) als basis voor het beheer van afdruktaken en wachtrijen. Het biedt ook de traditionele opdrachtregelinterfaces voor de System V- en Berkeley-afdruksystemen en biedt ondersteuning voor het Line Printer Daemon-protocol van het Berkeley-afdruksysteem en beperkte ondersteuning voor het SMB-protocol (Server Message Block). Systeembeheerders kunnen de apparaatstuurprogramma's configureren die CUPS levert door tekstbestanden te bewerken in Adobe's PostScript Printer Description (PPD)-formaat. Er zijn een aantal gebruikersinterfaces voor verschillende platforms die CUPS kunnen configureren, en het heeft een ingebouwde webgebaseerde interface. CUPS is gratis open-source software, gedistribueerd onder de Apache-licentie.

## Functies
CUPS ondersteunt het Internet Printing Protocol (IPP) voor afdrukken zonder drivers. Daarnaast is er ondersteuning voor de Line Printer Daemon (LPD), Server Message Block (SMB) en AppSocket (wordt soms JetDirect genoemd). Drivers gedistribueerd als PPD-bestanden worden ook ondersteund.
CUPS biedt een webinterface om printers te configureren. In Ubuntu en Fedora is er een grafische interface om printers toe te voegen die intern CUPS gebruikt. Hierbij kunnen ook geavanceerde opties worden ingesteld.
Tevens ondersteunt CUPS IPP presets and finishing templates.